# Conocephalus denticercus
Conocephalus denticercus är en insektsart som först beskrevs av Heinrich Hugo Karny 1907.  Conocephalus denticercus ingår i släktet Conocephalus och familjen vårtbitare. Inga underarter finns listade i Catalogue of Life.